# Thomas Kleine
Thomas Kleine (Wermelskirchen, Alemania Occidental; 28 de diciembre de 1977) es un exfutbolista y entrenador alemán, que se desempeñaba como defensa. Es entrenador asistente en el Hannover 96 desde 2024.

## Trayectoria
Thomas Kleine inició su carrera en 1998, jugando por el Bayer Leverkusen II (que es el equipo filial, del club de las aspirinas), donde jugó hasta el primer semestre del 2001. En el segundo semestre del mismo año, pasó al plantel estelar del Bayer Leverkusen, donde incluso fue subcampeón de la Liga de Campeones de la UEFA 2001-02, tras perder en la final de Glasgow ante el Real Madrid. En el 2003, tuvo su primer ciclo en el Greuther Fürth, donde se mantuvo hasta el 2007. Luego fue traspasado al Hannover 96, donde estuvo tanto en el equipo filial como en el estelar. Después de jugar en el Hannover 96, llegó en el 2008 al Borussia Mönchengladbach, donde estuvo hasta meses antes del Mundial de Sudáfrica. Después del Mundial, volvió nuevamente al Greuther Fürth, para su segundo ciclo en el club.

## Clubes

### Como jugador
| Club                     | País     | Año         |
| ------------------------ | -------- | ----------- |
| Bayer Leverkusen II      | Alemania | 1998 - 2001 |
| Bayer Leverkusen         | Alemania | 2001 - 2003 |
| Greuther Fürth           | Alemania | 2003 - 2007 |
| Hannover 96 II           | Alemania | 2007        |
| Hannover 96              | Alemania | 2007        |
| Borussia Mönchengladbach | Alemania | 2008 - 2010 |
| Greuther Fürth           | Alemania | 2010 - 2015 |

### Como entrenador
| Club              | País     | Año       |
| ----------------- | -------- | --------- |
| Greuther Fürth II | Alemania | 2015-2022 |
| SpVgg Bayreuth    | Alemania | 2022-2023 |